# Unikát
Unikát označuje (lat. unus, jedinečný, jeden jediný) objekt, předmět nebo jev, který je jedinečný svého druhu. Je-li jedinečný a zároveň vzácný výskytem, nazývá se rarita.
V umění obecně platí, že každé vytvořené dílo je jedinečné, unikátní. Tato unikátnost vzniká jaksi samovolně, neboť člověk není obecně schopen vytvářet zcela přesné kopie jako stroj.
Může to být například kresba, malba, socha nebo fotografie vytvořená přístrojem Polaroid.
Přesná kopie původního díla se označuje jako duplikát, v případě autorského díla jako replika.
Každý živý organismus pozemské živé přírody se považuje za unikát.

## Matematická definice
V logice a matematice se tvrzení o tom, že existuje právě jeden objekt daného druhu, označuje jako kvantifikace jedinečnosti. Značí se často existenčním operátorem {\displaystyle \exists } s vykřičníkem či s dolním indexem „=1“. Například
{\displaystyle \exists !n\in \mathbb {N} \,(n-2=4)}
znamená „existuje právě jedno přirozené číslo n takové, že n − 2 = 4“.